# Brisalec
Brisalec je pripomoček, podoben pisalu, s katerim lahko brišemo napake, ki so bile napisane z nalivnim peresom. 
Brisalec je sestavljen iz dveh konic pisal. Z eno stranjo napisano zbrišemo, z drugo stranjo pa lahko zbrisano tudi ponovno napišemo.
Konice pisala so lahko  različnih oblik, širše ali tanjše in različnih barv.